# Velleia lyrata
Velleia lyrata är en tvåhjärtbladig växtart som beskrevs av Robert Brown. Velleia lyrata ingår i släktet Velleia och familjen Goodeniaceae. Inga underarter finns listade i Catalogue of Life.